# Gare du boulevard Ornano
Gare du boulevard Ornano je zrušená železniční stanice v Paříži v 18. obvodu. Nádraží bylo v provozu v letech 1869–1934. Budova se nachází na adrese 81, boulevard Ornano.

## Lokace
Nádraží se nachází na severu 18. obvodu poblíž Porte de Clignancourt, kde se kříží Boulevard Ornano, Boulevard Ney, Rue Belliard a Rue Letort. Stavba byla vybudována na mostě nad kolejištěm, které procházelo pod širým nebem od západu, a na východě se nořilo do tunelu.

## Historie
Nádraží bylo pro cestující otevřeno v roce 1869. Tak jako celá linka Petite Ceinture bylo i nádraží uzavřeno pro osobní přepravu 23. července 1934.
Během 20. století byla staniční budova využívána postupně jako pivnice, butik a banka. Od roku 2014 v budově sídlí restaurační zařízení Recyclerie.